# Ratnovce
Ratnovce je naseljeno mjesto u okrugu Piešťany u Trnavskom kraju u Slovačkoj.

## Stanovništvo
| Godina:     | 1993. | 2003.   | 2013.   | 2023.   |
| ----------- | ----- | ------- | ------- | ------- |
| Broj ljudi: | 947   | 951     | 1037    | 1082    |
| Razlika:    |       | +0,42 % | +9,04 % | +4,33 % |

| Godina:     | 2022. | 2023.   |
| ----------- | ----- | ------- |
| Broj ljudi: | 1089  | 1082    |
| Razlika:    |       | -0,64 % |

Prema podacima o broju stanovnika iz 2023. godine naselje je imalo 1082 stanovnika.

## Vanjske poveznice
|  | Zajednički poslužitelj ima još gradiva o temi Ratnovce |

- Službena stranica naselja (sl.)